# Куантико
Куантико (англ. Quantico) — город в округе Принс-Уильям (штат Виргиния). Находится в районе Вашингтонского конгломерата. Город граничит с Базой морской пехоты Куантико с трёх сторон и рекой Потомак. Куантико находится к югу от устья Куантико-Крик на реке Потомак. По данным переписи 2000 года, население города составляло 561 человек.
Куантико — крупнейшая база Корпуса морской пехоты США. Также на базе располагается штаб морской пехоты, Национальный музей Корпуса морской пехоты и президентская эскадрилья вертолётов. На территории располагаются другие федеральные ведомства: Управление по борьбе с наркотиками, Академия ФБР, Лаборатория ФБР, а также Военно-морской отдел по расследованию преступлений.
В 2008 году мэром города была Айрис Тарп. Существует также городской совет.

## География
Куантико находится 38°31’19" North, 77°17’23" West (38.521871, −77.289757). По данным Бюро переписи населения США, город имеет общую площадь в 0,1 квадратных миль (0,3 км²), из которых 0,1 квадратных миль (0,3 км²) его земли, водной территории нет.
Климат влажный субтропический.